# Lista de couraçados da Alemanha

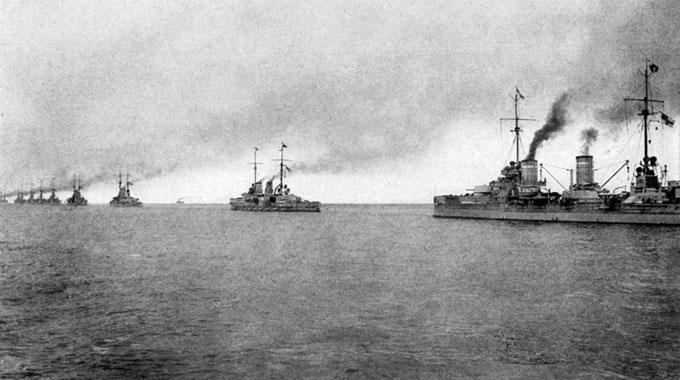
Couraçados da Frota de Alto-Mar em linha de batalha em 1917 durante a Primeira Guerra Mundial

A Marinha Imperial do Império Alemão e a Marinha de Guerra da Alemanha Nazista construíram uma série de couraçados entre as décadas de 1890 e 1940. A Alemanha anteriormente tinha construído várias embarcações menores, incluindo navios de defesa costeira e ironclads, a fim de proteger seus litorais no Mar do Norte e no Mar Báltico. A Marinha Imperial iniciou um enorme programa de expansão naval digno de uma Grande Potência após a ascensão ao trono do imperador Guilherme II em 1888. A marinha imediatamente partiu para a construção dos quatro couraçados da Classe Brandenburg, que logo foram seguidos por cinco embarcações da Classe Kaiser Friedrich III. A nomeação em 1897 do almirante Alfred von Tirpitz para o posto de Secretário de Estado da Marinha acelerou ainda mais o processo de construção naval. Sua "teoria de risco" planejava um frota suficientemente poderosa que o Reino Unido, então a maior potência naval do mundo, evitaria arriscar uma guerra contra a Alemanha com o objetivo de preservar sua superioridade.
Tirpitz conseguiu aprovar uma série de Leis Navais entre 1900 e 1912 que aumentaram o orçamento da marinha e autorizaram dezenas de couraçados; a última lei imaginava uma frota de 41 couraçados, dos quais 25 seriam para a Frota de Alto-Mar enquanto o restante ficaria na reserva. Sucederam-se a Classe Wittelsbach, Classe Braunschweig e Classe Deutschland, que foram os últimos pré-dreadnoughts da Alemanha. O lançamento do britânico HMS Dreadnought em 1906 revolucionou completamente a construção de couraçados, forçando Tirpitz a alterar radicalmente seu plano de construção. Ele conseguiu os fundos para os quatro couraçados pós-dreadnought a fim de manter a corrida naval: a Classe Nassau, que começou a ser construída em junho de 1907. Seguiram-se em 1908 os quatro membros da Classe Helgoland, além de cinco da Classe Kaiser entre 1909 e 1910. Quatro couraçados da Classe König iniciaram suas construções em 1911 e 1912, com os quatro da Classe Bayern seguindo entre 1913 e 1915, porém apenas dois destes foram completados: o SMS Bayern e o SMS Baden. A derrota da Alemanha em 1918 na Primeira Guerra Mundial resultou no internamento da maior parte da Frota de Alto-Mar em Scapa Flow, Reino Unido; os navios foram deliberadamente afundados por suas tripulações em 21 de junho de 1919 a fim de não serem tomados pela Marinha Real Britânica. Dos dez couraçados afundados, apenas o Baden foi impedido de naufragar; ele mais tarde foi usado como alvo de tiro da Marinha Real.
A Alemanha foi limitada a oito couraçados pré-dreadnoughts após o conflito, dois dos quais ficariam na reserva. Novos navios de guerra eram extremamente limitados em termos de tamanho e armamento. O almirante Erich Raeder foi nomeado em 1928 como o comandante da marinha. Ele inicialmente empregou uma estratégia cautelosa junto com o governo alemão. Entretanto, a ascensão de Adolf Hitler e do Partido Nazista ao poder em 1933 deu a Reader a oportunidade de expandir a frota. O governo de Hitler negociou em 1935 o Acordo Naval Anglo-Germânico, que estipulava que a Alemanha poderia reconstruir até 35% da força total da Marinha Real. Os primeiros novos couraçados vieram no mesmo ano com a Classe Scharnhorst: o Scharnhorst e o Gneisenau. Seguiu-se a Classe Bismarck em 1936: o Bismarck completado em 1940 e o Tirpitz em 1941. O Plano Z foi formulado em 1939 com o objetivo de expandir a marinha alemã, incluindo a construção de seis couraçados da Classe H. Dois deles tiveram sua construção iniciada em meados de 1939, porém foram cancelados após apenas dois meses devido ao começo da Segunda Guerra Mundial. Os outros quatro foram cancelados sem que nenhum trabalho tivesse sido inicializado. O Bismarck, Tirpitz e Scharnhorst foram afundados durante a guerra, enquanto o Gneisenau foi deliberadamente naufragado em 1945. Outros estudos de projetos foram realizados, culminando no enorme H-44, porém não eram propostas sérias por causa da inviabilidade e custo dos navios.
| Armas principais | Número e tamanho dos canhões da bateria principal         |
| Deslocamento     | Deslocamento do navio totalmente carregado                |
| Propulsão        | Número e tipo do sistema de propulsão e velocidade máxima |
| Batimento        | Data em que o batimento de quilha ocorreu                 |
| Lançamento       | Data em que o navio foi lançado ao mar                    |
| Comissionamento  | Data em que o navio foi comissionado em serviço           |
| Destino          | Fim que o navio teve                                      |

## Couraçados pré-dreadnought

### ClasseBrandenburg

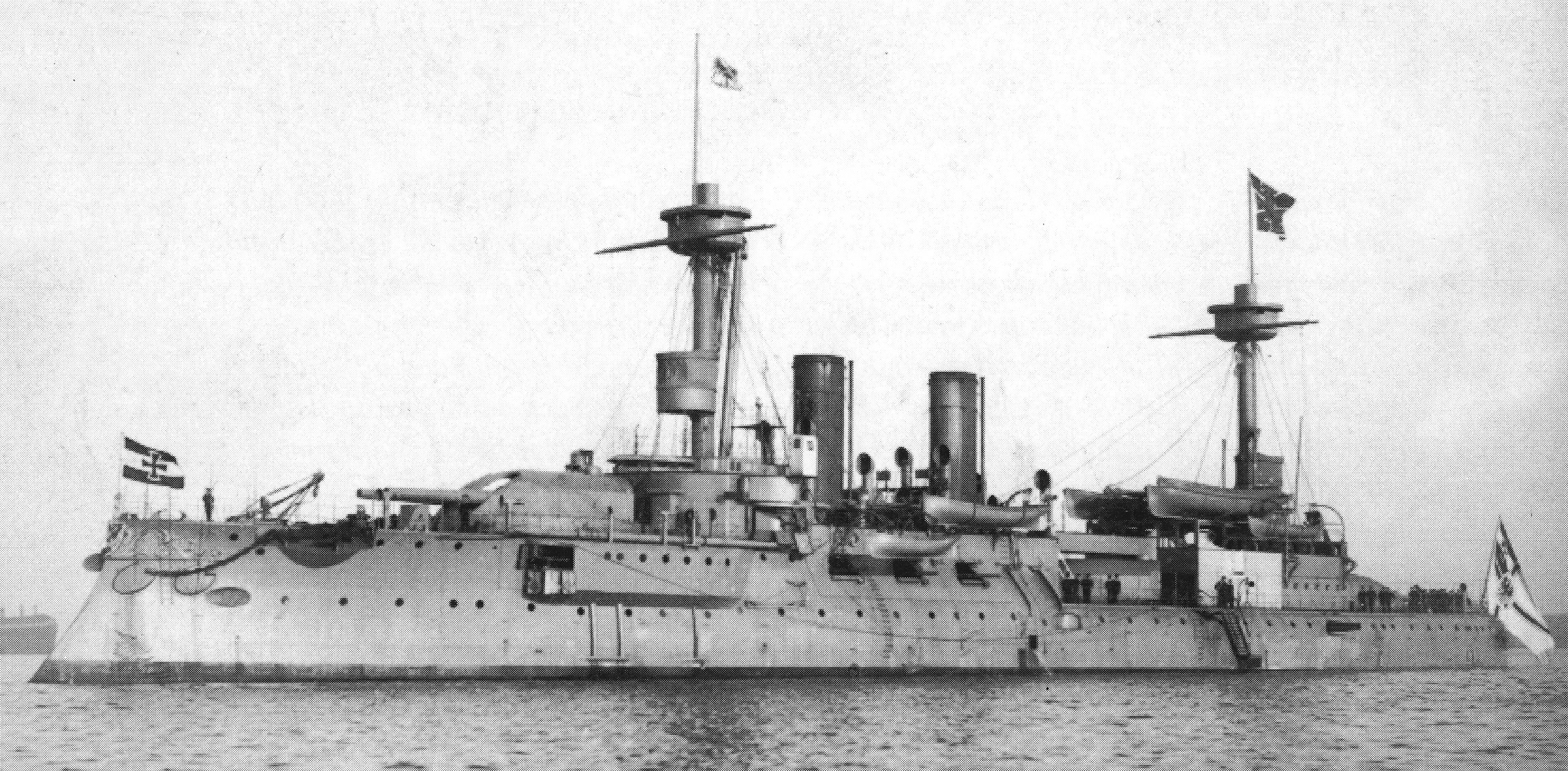
O SMS Brandenburg em 1893

Os navios da Classe Brandenburg foram os primeiros couraçados construídos para a Marinha Imperial Alemã, marcando o começo da expansão naval alemã. Classes anteriores incluíam diversas embarcações do estilo ironclad, incluindo navios de defesa costeira e fragatas blindadas. Os navios eram únicos para época pois eram armados com seis canhões de alto calibre em três torres de artilharia em vez de quatro em duas torres, como era o padrão em navios de guerra de outras marinhas. A classe consistia em quatro navios: SMS Brandenburg, SMS Kurfürst Friedrich Wilhelm, SMS Weissenburg e SMS Wörth. Dos quatro, o Kurfürst Friedrich Wilhelm e o Weissenburg eram mais avançados já que suas blindagens eram feitas de aço de maior qualidade.
As quatro embarcações foram comissionadas na I Esquadra de Batalha. Eles tiveram serviço internacional no Levante dos Boxers entre 1900 e 1901 sob o comando do general marechal de campo Alfred von Waldersee. Os quatro couraçados foram levados para a doca seca depois do conflito a fim de passarem por modernizações, que duraram de 1901 a 1905, dependendo do navio. Suas superestruturas foram cortadas durante o processo e uma segunda torre de comando foi adicionada, com as caldeiras a vapor sendo substituídas por novos modelos. O Kurfürst Friedrich Wilhelm e o Weissenburg foram vendidos para o Império Otomano em 1910 e renomeados respectivamente de Barbaros Hayreddin e Turgut Reis. O Brandenburg e o Wörth foram descomissionados e colocados na reserva. Ambos foram reativados para o serviço com o começo da Primeira Guerra Mundial em julho de 1914 como navios de defesa costeira, porém foram rapidamente desmobilizados por causa de sua idade. Eles passaram o restante da guerra como alojamentos flutuantes até serem desmontados em 1919 e 1920.
| Navio                          | Armas principais | Deslocamento | Propulsão                                      | Serviço       | Serviço          | Serviço          | Serviço               |
| Navio                          | Armas principais | Deslocamento | Propulsão                                      | Batimento     | Lançamento       | Comissionamento  | Destino               |
| ------------------------------ | ---------------- | ------------ | ---------------------------------------------- | ------------- | ---------------- | ---------------- | --------------------- |
| SMS Brandenburg                | 6 × 283 mm       | 10 670 t     | 2 motores de tripla expansão, 16 nós (30 km/h) | maio de 1890  | setembro de 1891 | novembro de 1893 | Desmontado em 1920    |
| SMS Kurfürst Friedrich Wilhelm | 6 × 283 mm       | 10 670 t     | 2 motores de tripla expansão, 16 nós (30 km/h) | maio de 1890  | junho de 1891    | abril de 1894    | Afundado em 1915      |
| SMS Weissenburg                | 6 × 283 mm       | 10 670 t     | 2 motores de tripla expansão, 16 nós (30 km/h) | maio de 1890  | dezembro de 1891 | outubro de 1894  | Desmontado em 1950–57 |
| SMS Wörth                      | 6 × 283 mm       | 10 670 t     | 2 motores de tripla expansão, 16 nós (30 km/h) | março de 1890 | agosto de 1892   | outubro de 1893  | Desmontado em 1919    |

### ClasseKaiser Friedrich III

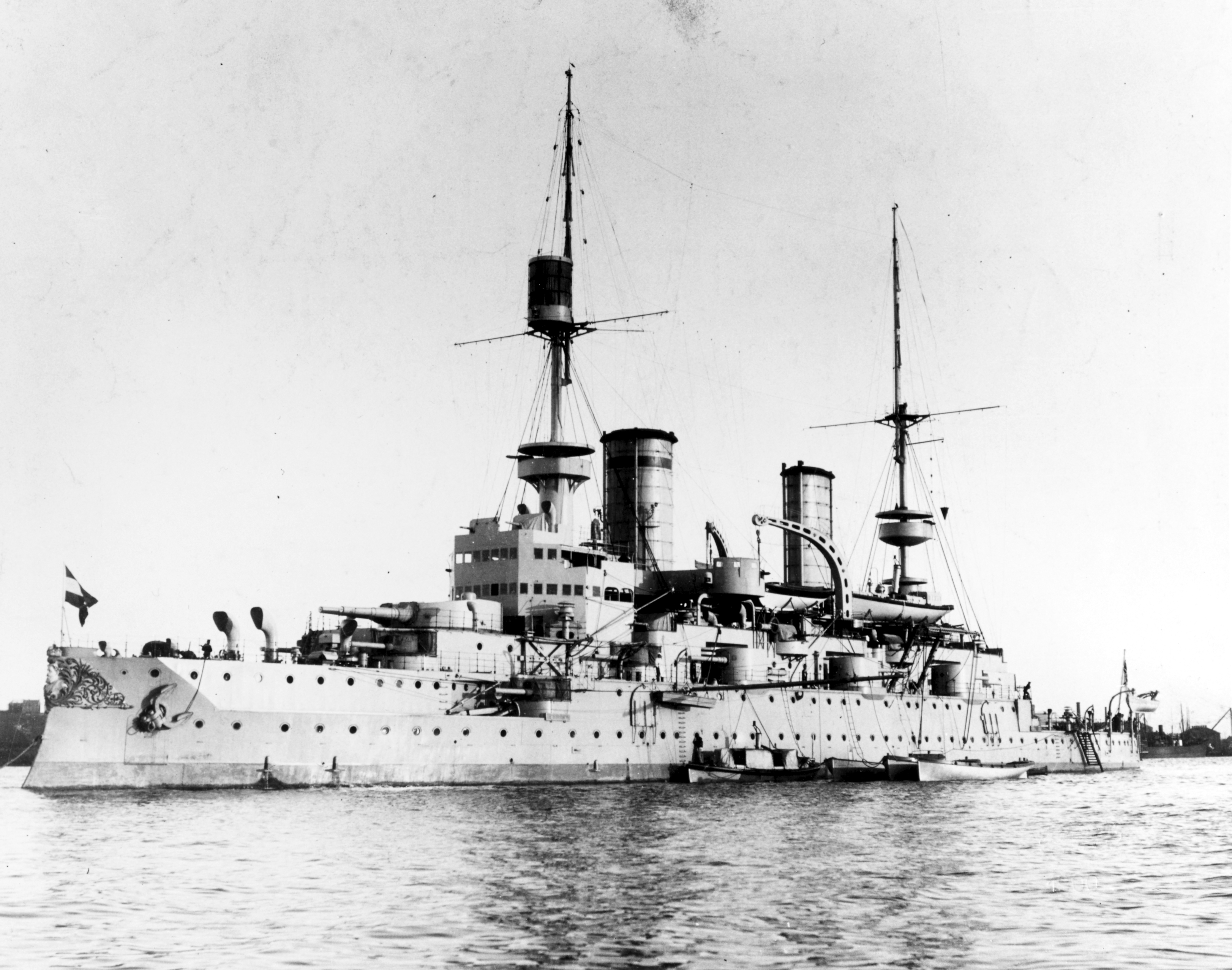
O SMS Kaiser Friedrich III c. 1900

Os cinco navios da Classe Kaiser Friedrich III estabeleceram o padrão para os posteriores couraçados alemães pré-dreadnought: eles carregavam armas principais menores que seus contemporâneos estrangeiros, porém sua bateria secundária era maior. Isto estava de acordo com a teoria do "salvo de fogo", que enfatizava canhões menores e rápidos sobre armas maiores e lentas. As embarcações da classe foram os primeiros couraçados alemães a usarem três hélices, diferente da Classe Brandenburg que tinha duas. A classe era composta por cinco navios SMS Kaiser Friedrich III, SMS Kaiser Wilhelm II, SMS Kaiser Wilhelm der Grosse, SMS Kaiser Karl der Grosse e SMS Kaiser Barbarossa. Todos foram nomeados em homenagem à imperador germânicos.
As cinco embarcações foram designadas logo depois do comissionamento para a I Esquadra da Frota Doméstica. O Kaiser Wilhelm II serviu como capitânia da frota até 1906. Eles foram substituídos por navios mais novos após dez anos de serviço; os cinco foram transferidos para a III Esquadra da frota, que nessa época já tinha tornado-se a Frota de Alto-Mar, e colocados na reserva. Todos foram levados para a doca seca em 1907 para passarem por modernizações. As chaminés ficaram menores, a superestrutura foi cortada e as armas secundárias foram rearranjadas; os trabalhos duraram até 1910. Os navios da classe não entraram em ação na Primeira Guerra Mundial, sendo desarmados e relegados para funções secundárias. O Kaiser Wilhelm der Grosse foi utilizado como navio de treinamento de torpedos, o Kaiser Wilhelm II como navio de comando, enquanto os três restantes tornaram-se navios prisão. Todos foram desmontados entre 1919 e 1922.
| Navio                         | Armas principais | Deslocamento | Propulsão                                       | Serviço          | Serviço          | Serviço           | Serviço             |
| Navio                         | Armas principais | Deslocamento | Propulsão                                       | Batimento        | Lançamento       | Comissionamento   | Destino             |
| ----------------------------- | ---------------- | ------------ | ----------------------------------------------- | ---------------- | ---------------- | ----------------- | ------------------- |
| SMS Kaiser Friedrich III      | 4 × 238 mm       | 11 785 t     | 3 motores de tripla- expansão; 17 nós (32 km/h) | março de 1895    | julho de 1896    | outubro de 1898   | Desmontado em 1920  |
| SMS Kaiser Wilhelm II         | 4 × 238 mm       | 11 785 t     | 3 motores de tripla- expansão; 17 nós (32 km/h) | outubro de 1896  | setembro de 1897 | fevereiro de 1900 | Desmontado em 1922  |
| SMS Kaiser Wilhelm der Grosse | 4 × 238 mm       | 11 785 t     | 3 motores de tripla- expansão; 17 nós (32 km/h) | janeiro de 1898  | junho de 1899    | maio de 1901      | Desmontados em 1920 |
| SMS Kaiser Karl der Grosse    | 4 × 238 mm       | 11 785 t     | 3 motores de tripla- expansão; 17 nós (32 km/h) | setembro de 1898 | outubro de 1899  | fevereiro de 1902 | Desmontados em 1920 |
| SMS Kaiser Barbarossa         | 4 × 238 mm       | 11 785 t     | 3 motores de tripla- expansão; 17 nós (32 km/h) | agosto de 1898   | abril de 1900    | junho de 1901     | Desmontados em 1920 |

### ClasseWittelsbach

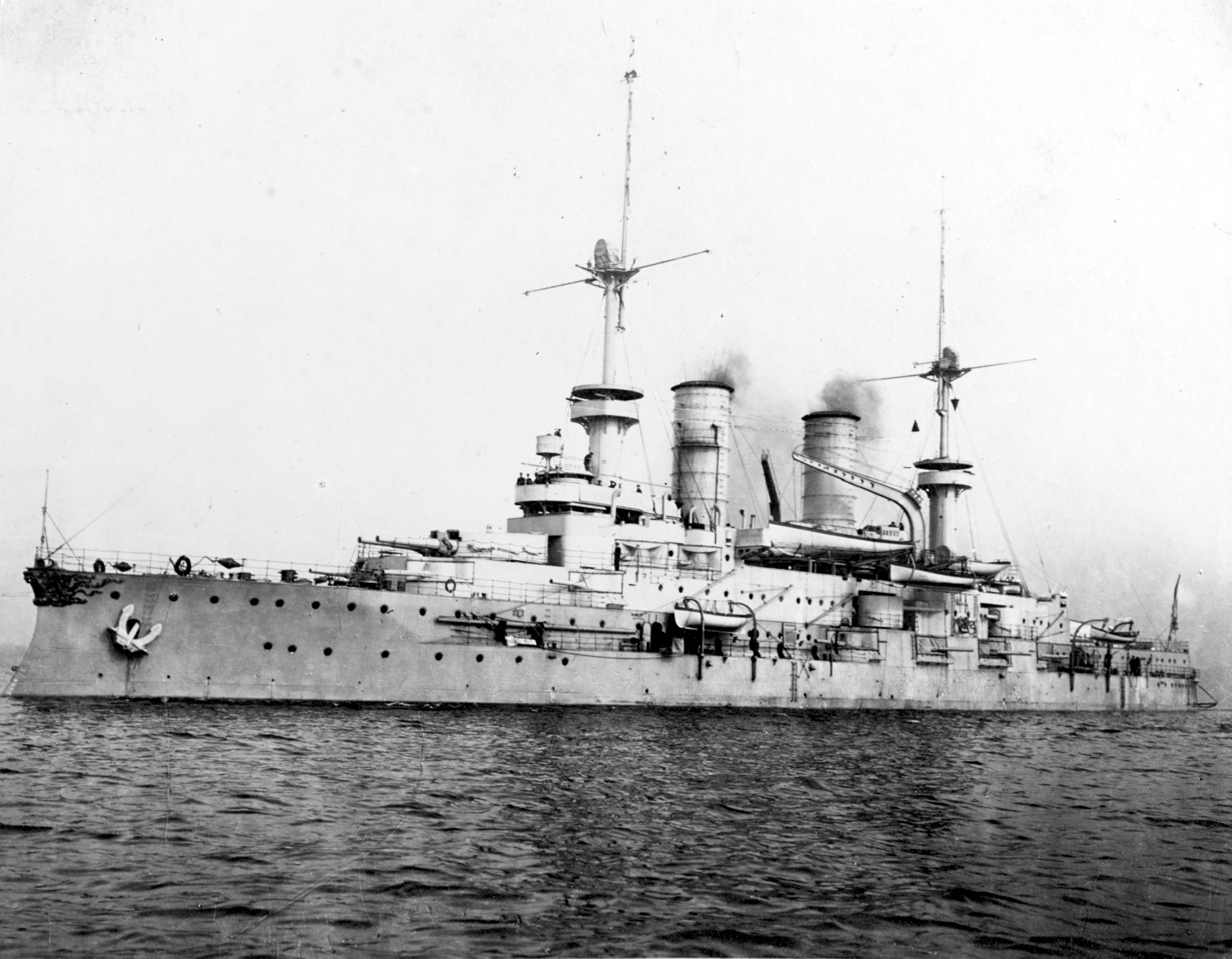
O SMS Wittelsbach c. 1910

A Classe Wittelsbach representou uma grande melhora em relação à Classe Kaiser Friedrich III. Eles eram equipados com o mesmo armamento principal de quatro canhões de 238 milímetros em duas torres de artilharia, porém receberam a adição de um tubo de torpedo. As embarcações tinham suas capacidades de defesa melhoradas em relação à seus predecessores, sendo protegidos por um cinturão de blindagem mais extensivo. Eles também diferiam das embarcações anteriores no convés principal, cuja extensão total era nivelada em vez de curva. Os cinco navios da classe eram o SMS Wittelsbach, SMS Wettin, SMS Zähringen, SMS Schwaben e SMS Mecklenburg, tendo sido os primeiros couraçados construídos sob a nova Lei Naval de 1908.
Os navios da Classe Wittelsbach foram designados para a I Esquadra de Batalha, substituindo as antigas embarcações da Classe Brandenburg. Assim como a Classe Kaiser Friedrich III, os cinco da Wittelsbach foram tirados do serviço após o advento dos dreadnoughts. As embarcações voltaram para o serviço ativo com o começo da Primeira Guerra em 1914, sendo designados para a IV Esquadra de Batalha e enviados para o Mar Báltico. Entretanto, foram outra vez retirados dos serviço em 1916 por causa de sua idade e vulnerabilidade. Eles foram usados como navios de treinamento, com exceção do Mecklenburg, que tornou-se um navio prisão. O Wittelsbach e o Schwaben foram convertidos em 1919 em navios depósitos para caça-minas. Todos foram desmontados até 1922, menos o Zähringen. Este foi convertido em um alvo para treinamento de tiro entre 1926 e 1927. Bombardeiros da Força Aérea Real o afundaram em 1944 em Gotenhafen, sendo desmontado em 1949 e 1950.
| Navio           | Armas principais | Deslocamento | Propulsão                                       | Serviço          | Serviço          | Serviço         | Serviço             |
| Navio           | Armas principais | Deslocamento | Propulsão                                       | Batimento        | Lançamento       | Comissionamento | Destino             |
| --------------- | ---------------- | ------------ | ----------------------------------------------- | ---------------- | ---------------- | --------------- | ------------------- |
| SMS Wittelsbach | 4 × 238 mm       | 12 800 t     | 3 motores de tripla- expansão; 17 nós (32 km/h) | setembro de 1899 | julho de 1900    | outubro de 1902 | Desmontados em 1921 |
| SMS Wettin      | 4 × 238 mm       | 12 800 t     | 3 motores de tripla- expansão; 17 nós (32 km/h) | outubro de 1899  | junho de 1901    | outubro de 1902 | Desmontados em 1921 |
| SMS Zähringen   | 4 × 238 mm       | 12 800 t     | 3 motores de tripla- expansão; 17 nós (32 km/h) | novembro de 1899 | junho de 1901    | outubro de 1902 | Desmontado em 1950  |
| SMS Schwaben    | 4 × 238 mm       | 12 800 t     | 3 motores de tripla- expansão; 17 nós (32 km/h) | setembro de 1900 | agosto de 1901   | abril de 1904   | Desmontados em 1921 |
| SMS Mecklenburg | 4 × 238 mm       | 12 800 t     | 3 motores de tripla- expansão; 17 nós (32 km/h) | maio de 1900     | novembro de 1901 | junho de 1903   | Desmontados em 1921 |

### ClasseBraunschweig

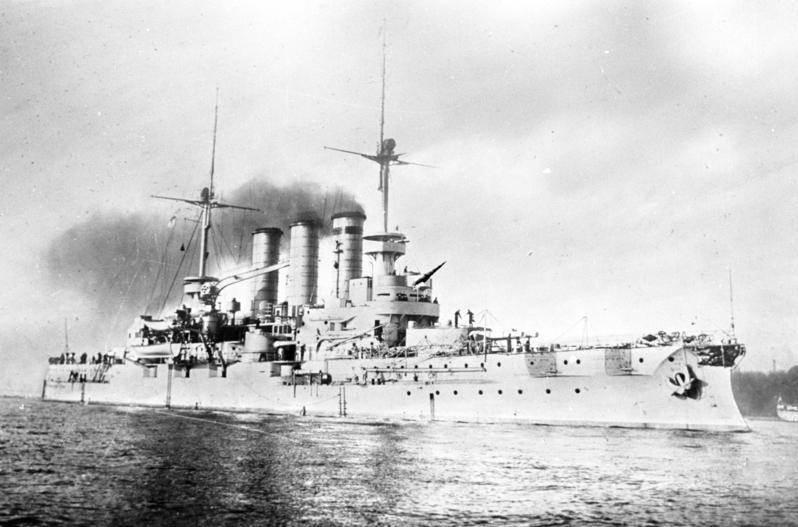
O SMS Braunschweig em 1904

A Classe Braunschweig consistia no SMS Braunschweig, SMS Elsass, SMS Hessen, SMS Preussen e SMS Lothringen, sendo uma melhora considerável sobre os couraçados predecessores da marinha alemã. Eles foram equipados com canhões principais de 283 milímetros muito mais poderosos, apesar deles ainda serem menores que as armas padrão de 305 milímetros usadas nos navios britânicos contemporâneos. As torres de artilharia da bateria principal eram montadas no castelo da proa, diferente de no convés superior como em outras embarcações. Os navios também eram maiores e mais rápidos que seus predecessores, porém a proteção da blindagem era praticamente a mesma. Estes navios foram autorizados sob a Lei Naval aprovada em 1900.
A II Esquadra de Batalha foi organizada em 1907 e os cinco couraçados foram designados para fazer parte, assim como os cinco navios da nova Classe Deutschland. As embarcações foram colocadas na IV Esquadra de Batalha quando a guerra começou ao lado dos navios da Classe Wittelsbach. O Braunschweig e o Elsass participaram em 1915 da Batalha do Golfo de Riga. O Hessen permaneceu com a II Esquadra e participou da Batalha da Jutlândia em 1916. O Preussen e o Lothringen foram convertidos em depósitos para caça-minas após a guerra, sendo eventualmente desmontados em 1931. Uma seção de 63 metros de comprimento do Preussen foi mantida para ser usada como alvo de explosivos; ele acabou bombardeado e afundado em abril de 1945. O casco foi levantado do mar e depois desmontado em 1954. Os outros três navios foram usados na defesa costeira, sendo posteriormente tirados do serviço e desmontados entre 1931 e 1935, com a exceção do Hessen. Este foi convertido em 1935 em uma embarcação alvo de treinamento e atuou nesse capacidade até o fim da Segunda Guerra Mundial. Ele então foi cedido para a União Soviética e renomeado Tsel.
| Navio            | Armas principais | Deslocamento | Propulsão                                       | Serviço          | Serviço          | Serviço          | Serviço             |
| Navio            | Armas principais | Deslocamento | Propulsão                                       | Batimento        | Lançamento       | Comissionamento  | Destino             |
| ---------------- | ---------------- | ------------ | ----------------------------------------------- | ---------------- | ---------------- | ---------------- | ------------------- |
| SMS Braunschweig | 4 × 283 mm       | 14 395 t     | 3 motores de tripla- expansão; 18 nós (34 km/h) | outubro de 1901  | dezembro de 1902 | outubro de 1904  | Desmontado em 1931  |
| SMS Elsass       | 4 × 283 mm       | 14 395 t     | 3 motores de tripla- expansão; 18 nós (34 km/h) | maio de 1901     | maio de 1903     | novembro de 1904 | Desmontado em 1936  |
| SMS Hessen       | 4 × 283 mm       | 14 395 t     | 3 motores de tripla- expansão; 18 nós (34 km/h) | janeiro de 1902  | setembro de 1903 | setembro de 1905 | Desmontado em 1960  |
| SMS Preussen     | 4 × 283 mm       | 14 395 t     | 3 motores de tripla- expansão; 18 nós (34 km/h) | abril de 1902    | outubro de 1903  | julho de 1905    | Desmontados em 1931 |
| SMS Lothringen   | 4 × 283 mm       | 14 395 t     | 3 motores de tripla- expansão; 18 nós (34 km/h) | dezembro de 1902 | maio de 1904     | maio de 1906     | Desmontados em 1931 |

### ClasseDeutschland

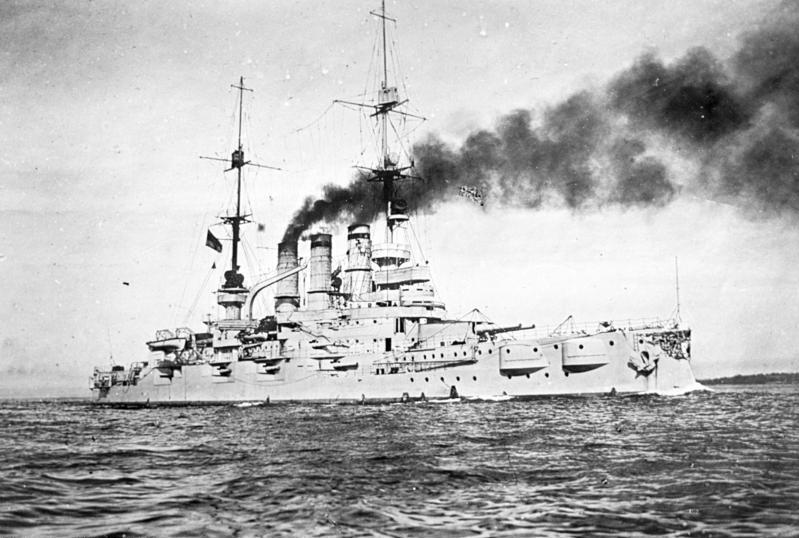
O SMS Pommern em 1907

Os cinco couraçados da Classe Deutschland eram o SMS Deutschland, SMS Hannover, SMS Pommern, SMS Schlesien e SMS Schleswig-Holstein, os últimos pré-dreadnoughts alemães. Eles eram similares às embarcações da Classe Braunschweig, porém sua blindagem era mais espessa. Foram construídos apesar dos rumores das capacidades do revolucionário HMS Dreadnought. O almirante Alfred von Tirpitz insistiu em suas construções já que embarcações maiores necessitariam do alargamento do Canal Imperador Guilherme, dessa forma colocando um peso enorme sobre o orçamento naval daquele ano.
Eles foram designados a partir de 1906, assim que comissionados, para servirem na recém criada II Esquadra de Batalha, com o Deutschland substituindo o Kaiser Wilhelm II como a capitânia da frota. Os navios permaneceram na II Esquadra durante a Primeira Guerra Mundial e participaram da Batalha da Jutlândia em 1916. Sua velocidade mais lenta criou dificuldades para os dreadnoughts mais modernos na Frota de Alto-Mar. O Pommern foi afundado por um único torpedo que causou uma explosão em um dos depósito de munições logo no segundo dia de batalha. As embarcações restantes da classe foram tiradas do serviço gradualmente após o confronto até agosto de 1917. O Deutschland foi desmontado em 1920. Os outros três continuaram a servir na marinha do pós-guerra; o Hannover foi descomissionado em 1936 e desmontado entre 1944 e 1946. Tanto Schlesien quanto o Schleswig-Holstein foram afundados durante a Segunda Guerra Mundial, porém depois levantados. O Schlesien foi desmontado entre 1949 e 1956, enquanto o Schleswig-Holstein foi transferido para a Frota Naval Militar Soviética em 1946 e usado como alvo de tiro até 1966.
| Navio                   | Armas principais | Deslocamento | Propulsão                                       | Serviço          | Serviço          | Serviço         | Serviço               |
| Navio                   | Armas principais | Deslocamento | Propulsão                                       | Batimento        | Lançamento       | Comissionamento | Destino               |
| ----------------------- | ---------------- | ------------ | ----------------------------------------------- | ---------------- | ---------------- | --------------- | --------------------- |
| SMS Deutschland         | 4 × 283 mm       | 14 220 t     | 3 motores de tripla- expansão; 18 nós (34 km/h) | junho de 1903    | novembro de 1904 | agosto de 1906  | Desmontado em 1920    |
| SMS Hannover            | 4 × 283 mm       | 14 220 t     | 3 motores de tripla- expansão; 18 nós (34 km/h) | novembro de 1904 | setembro de 1905 | outubro de 1907 | Desmontado em 1944–46 |
| SMS Pommern             | 4 × 283 mm       | 14 220 t     | 3 motores de tripla- expansão; 18 nós (34 km/h) | março de 1904    | dezembro de 1905 | agosto de 1907  | Afundado em 1916      |
| SMS Schlesien           | 4 × 283 mm       | 14 220 t     | 3 motores de tripla- expansão; 18 nós (34 km/h) | novembro de 1904 | maio de 1906     | maio de 1908    | Desmontado em 1949–56 |
| SMS Schleswig- Holstein | 4 × 283 mm       | 14 220 t     | 3 motores de tripla- expansão; 18 nós (34 km/h) | agosto de 1905   | dezembro de 1906 | julho de 1908   | Afundado em 1948      |

## Couraçados dreadnought

### ClasseNassau

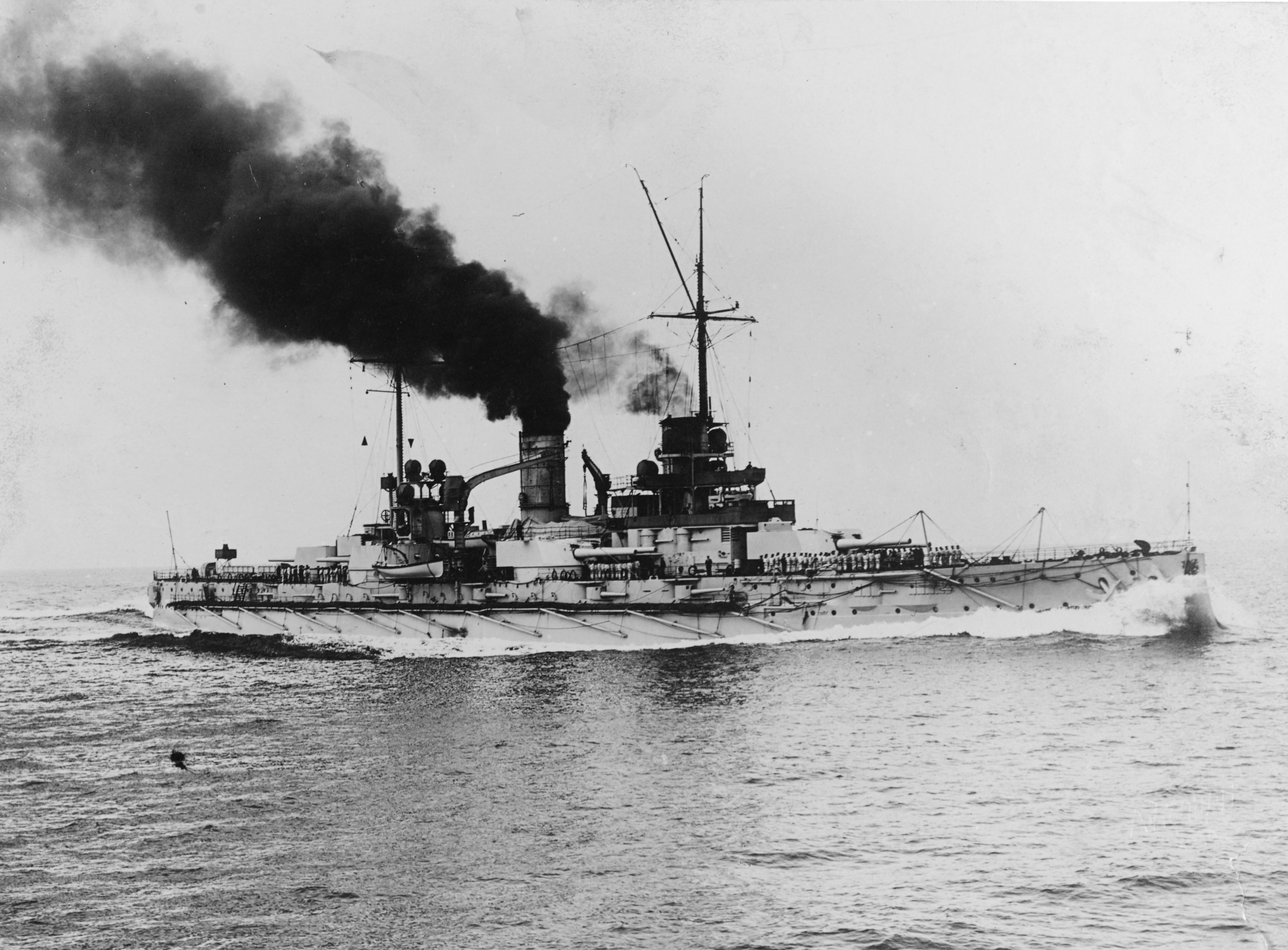
O SMS Nassau em 1910

A Classe Nassau era composta do SMS Nassau, SMS Westfalen, SMS Rheinland e SMS Posen, tendo sido a resposta alemã para a chegada do HMS Dreadnought em 1906. Os navios eram únicos na configuração de sua bateria principal, que era hexagonal: uma torre na proa, outra na popa e quatro à meia-nau, duas de cada lado. Eles mantiveram os motores de tripla expansão em vez dos mais poderosos motores de turbina, dessa forma sendo mais lentos que seus contemporâneos britânicos.
As quatro embarcações foram colocadas para servir na II Divisão da I Esquadra de Batalha logo ao serem comissionadas na frota alemã. O Nassau e o Posen participaram em 1915 da inconclusiva Batalha do Golfo de Riga, durante a qual combateram o couraçado russo pré-dreadnought Slava. Os quatro navios da Classe Nassau estavam presentes na Batalha da Jutlândia em 31 de maio e 1º de junho de 1916, sofrendo apenas alguns danos de acertos de bateria secundária e poucas mortes. O Rheinland e o Westfalen foram enviados no começo de 1918 para a Finlândia com o objetivo de apoiar a Guarda Branca em sua guerra civil, porém o Rheinland encalhou nas Ilhas de Åland em abril e ficou seriamente avariado. Os quatro couraçados foram tomados pelas potências Aliadas como recompensas de guerra após o fim do conflito e foram desmontados no decorrer da década de 1920.
| Navio         | Armas principais | Deslocamento | Propulsão                                       | Serviço        | Serviço          | Serviço          | Serviço            |
| Navio         | Armas principais | Deslocamento | Propulsão                                       | Batimento      | Lançamento       | Comissionamento  | Destino            |
| ------------- | ---------------- | ------------ | ----------------------------------------------- | -------------- | ---------------- | ---------------- | ------------------ |
| SMS Nassau    | 12 × 283 mm      | 20 535 t     | 3 motores de tripla- expansão; 20 nós (37 km/h) | julho de 1907  | março de 1908    | outubro de 1909  | Desmontado em 1920 |
| SMS Westfalen | 12 × 283 mm      | 20 535 t     | 3 motores de tripla- expansão; 20 nós (37 km/h) | agosto de 1907 | julho de 1908    | novembro de 1909 | Desmontado em 1924 |
| SMS Rheinland | 12 × 283 mm      | 20 535 t     | 3 motores de tripla- expansão; 20 nós (37 km/h) | junho de 1907  | setembro de 1908 | abril de 1910    | Desmontado em 1921 |
| SMS Posen     | 12 × 283 mm      | 20 535 t     | 3 motores de tripla- expansão; 20 nós (37 km/h) | junho de 1907  | dezembro de 1908 | maio de 1910     | Desmontado em 1922 |

### ClasseHelgoland

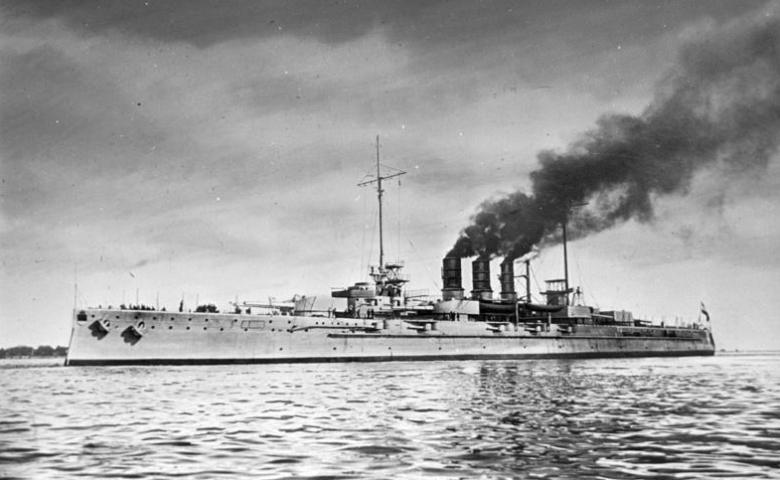
O SMS Helgoland em 1911

A Classe Helgoland foi o segunda de dreadnoughts alemães e foram construídos entre 1908 e 1912, consistindo de quatro navios: SMS Helgoland, SMS Ostfriesland, SMS Thüringen e SMS Oldenburg. As embarcações incorporavam melhoramentos significativos em relação à predecessora Classe Nassau, incluindo armas principais maiores e mais poderosas e um sistema de propulsão aperfeiçoado. Os couraçados eram facilmente diferenciados de seus predecessores por causa das três chaminés arranjadas bem próximas uma da outra. Os navios mantiveram a mesma disposição hexagonal incomum da bateria principal.
Os navios serviram na I Divisão da I Esquadra de Batalha. Participaram da Primeira Guerra Mundial, incluindo na Batalha da Jutlândia e na Batalha do Golfo de Riga. Os quatro sobreviveram ao conflito, porém não foram colocados como parte da frota internada em Scapa Flow. Os couraçados foram cedidos como reparações de guerra para as potências aliadas no lugar das embarcações afundadas em Scapa Flow. O Ostfriesland foi tomado pela Marinha dos Estados Unidos e afundado em julho de 1921 como alvo durante uma demonstração aérea de Billy Mitchell. O Helgoland e o Oldenburg foram alocados respectivamente para o Reino Unido e Japão, sendo desmontados em 1921. O Thüringen foi entregue para a França e usado como navio alvo de treinamento. A embarcação foi desmontada entre 1923 e 1933.
| Navio            | Armas principais | Deslocamento | Propulsão                                       | Serviço          | Serviço          | Serviço         | Serviço               |
| Navio            | Armas principais | Deslocamento | Propulsão                                       | Batimento        | Lançamento       | Comissionamento | Destino               |
| ---------------- | ---------------- | ------------ | ----------------------------------------------- | ---------------- | ---------------- | --------------- | --------------------- |
| SMS Helgoland    | 12 × 305 mm      | 24 700 t     | 3 motores de tripla- expansão; 21 nós (39 km/h) | novembro de 1908 | setembro de 1909 | agosto de 1911  | Desmontado em 1921    |
| SMS Ostfriesland | 12 × 305 mm      | 24 700 t     | 3 motores de tripla- expansão; 21 nós (39 km/h) | outubro de 1908  | setembro de 1909 | agosto de 1911  | Afundado em 1921      |
| SMS Thüringen    | 12 × 305 mm      | 24 700 t     | 3 motores de tripla- expansão; 21 nós (39 km/h) | novembro de 1908 | novembro de 1909 | julho de 1911   | Desmontado em 1923–33 |
| SMS Oldenburg    | 12 × 305 mm      | 24 700 t     | 3 motores de tripla- expansão; 21 nós (39 km/h) | março de 1909    | junho de 1910    | maio de 1912    | Desmontado em 1921    |

### ClasseKaiser

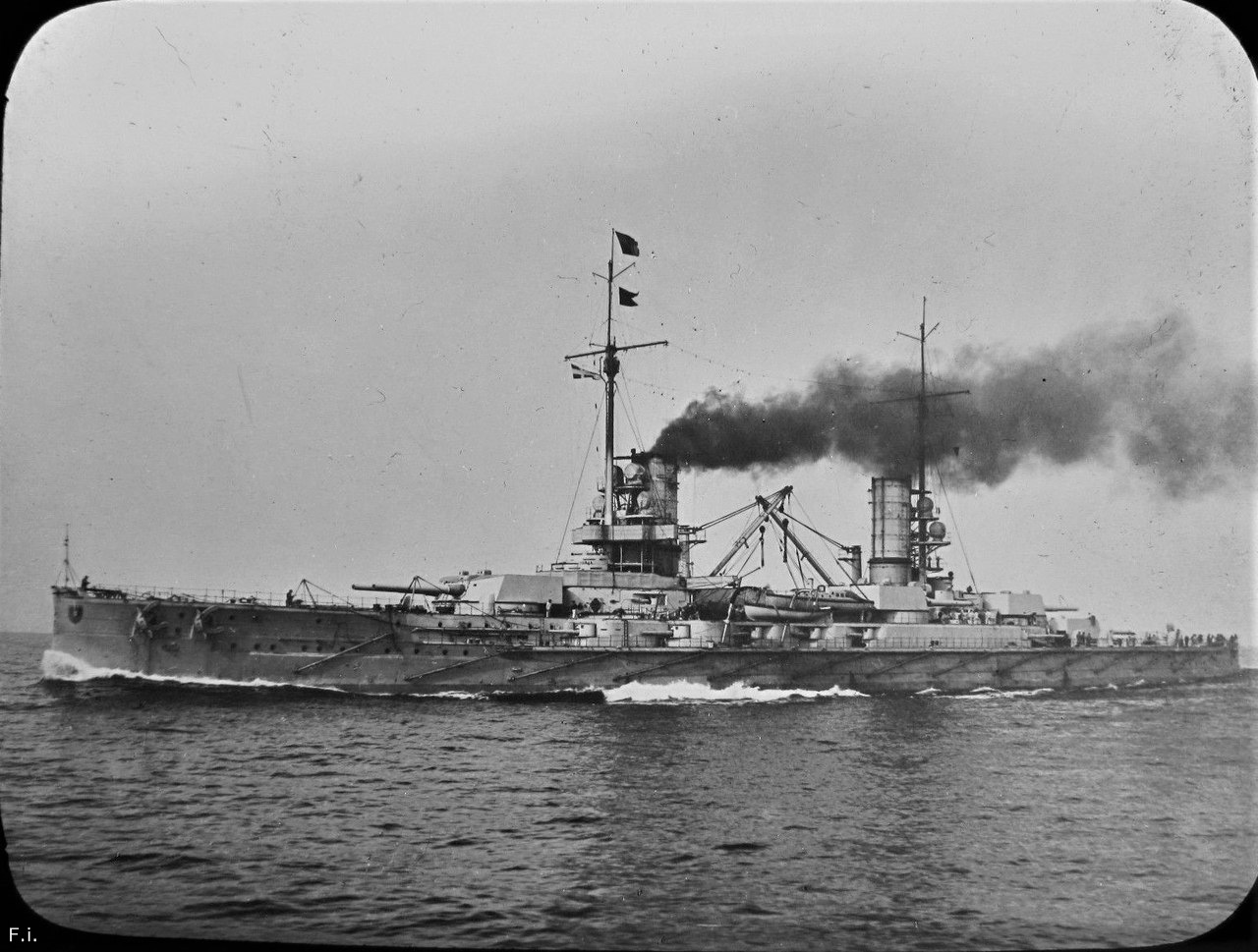
O SMS Kaiser em 1913

A Classe Kaiser consistia no SMS Kaiser, SMS Friedrich der Grosse, SMS Kaiserin, SMS Prinzregent Luitpold e SMS König Albert, os terceiros dreadnoughts da Alemanha e os primeiros a possuir motores de turbina e torres de artilharia sobrepostas. Como era o comum para os couraçados alemães, as armas principais desta classe eram menores que aquelas utilizadas nos navios britânicos contemporâneos: 305 milímetros contra 343 milímetros dos canhões montados na Classe Orion. Os dez canhões estavam dispostos em cinco torres duplas: uma na proa, duas na popa em superfogo e duas à meia-nau em um arranjo escalonado.
Todas as cinco embarcações serviram juntas no Mar do Norte durante a guerra na VI Divisão da III Esquadra de Batalha, com o Friedrich der Grosse servindo como capitânia de toda a frota alemã. Quatro estiveram presentes na Batalha da Jutlândia em 1916; o König Albert estava na época em manutenção em uma doca seca. Apenas o Kaiser foi danificado no confronto, tendo sido atingido por dois projéteis de alto calibre. Os navios também participaram da Operação Albion no Mar Báltico; eles foram reorganizados como a IV Esquadra de Batalha durante a operação. Todos os cinco navios foram internados ao final da guerra na base naval britânica em Scapa Flow. Eles foram deliberadamente afundados por suas tripulações em 21 de junho de 1919 a fim de impedir que fossem tomados pela Marinha Real Britânica. As embarcações foram depois levantadas e desmontadas entre 1929 e 1937.
| Navio                    | Armas principais | Deslocamento | Propulsão                            | Serviço          | Serviço           | Serviço         | Serviço               |
| Navio                    | Armas principais | Deslocamento | Propulsão                            | Batimento        | Lançamento        | Comissionamento | Destino               |
| ------------------------ | ---------------- | ------------ | ------------------------------------ | ---------------- | ----------------- | --------------- | --------------------- |
| SMS Kaiser               | 10 × 305 mm      | 27 000 t     | 3 turbinas a vapor; 22 nós (40 km/h) | dezembro de 1909 | março de 1911     | agosto de 1912  | Desmontado em 1930    |
| SMS Friedrich der Grosse | 10 × 305 mm      | 27 000 t     | 3 turbinas a vapor; 22 nós (40 km/h) | janeiro de 1910  | junho de 1911     | outubro de 1912 | Desmontado em 1936–37 |
| SMS Kaiserin             | 10 × 305 mm      | 27 000 t     | 3 turbinas a vapor; 22 nós (40 km/h) | novembro de 1910 | novembro de 1911  | maio de 1913    | Desmontado em 1936    |
| SMS Prinzregent Luitpold | 10 × 305 mm      | 27 000 t     | 3 turbinas a vapor; 22 nós (40 km/h) | outubro de 1910  | fevereiro de 1912 | agosto de 1913  | Desmontado em 1933    |
| SMS König Albert         | 10 × 305 mm      | 27 000 t     | 3 turbinas a vapor; 22 nós (40 km/h) | julho de 1910    | abril de 1912     | julho de 1913   | Desmontado em 1936    |

### ClasseKönig

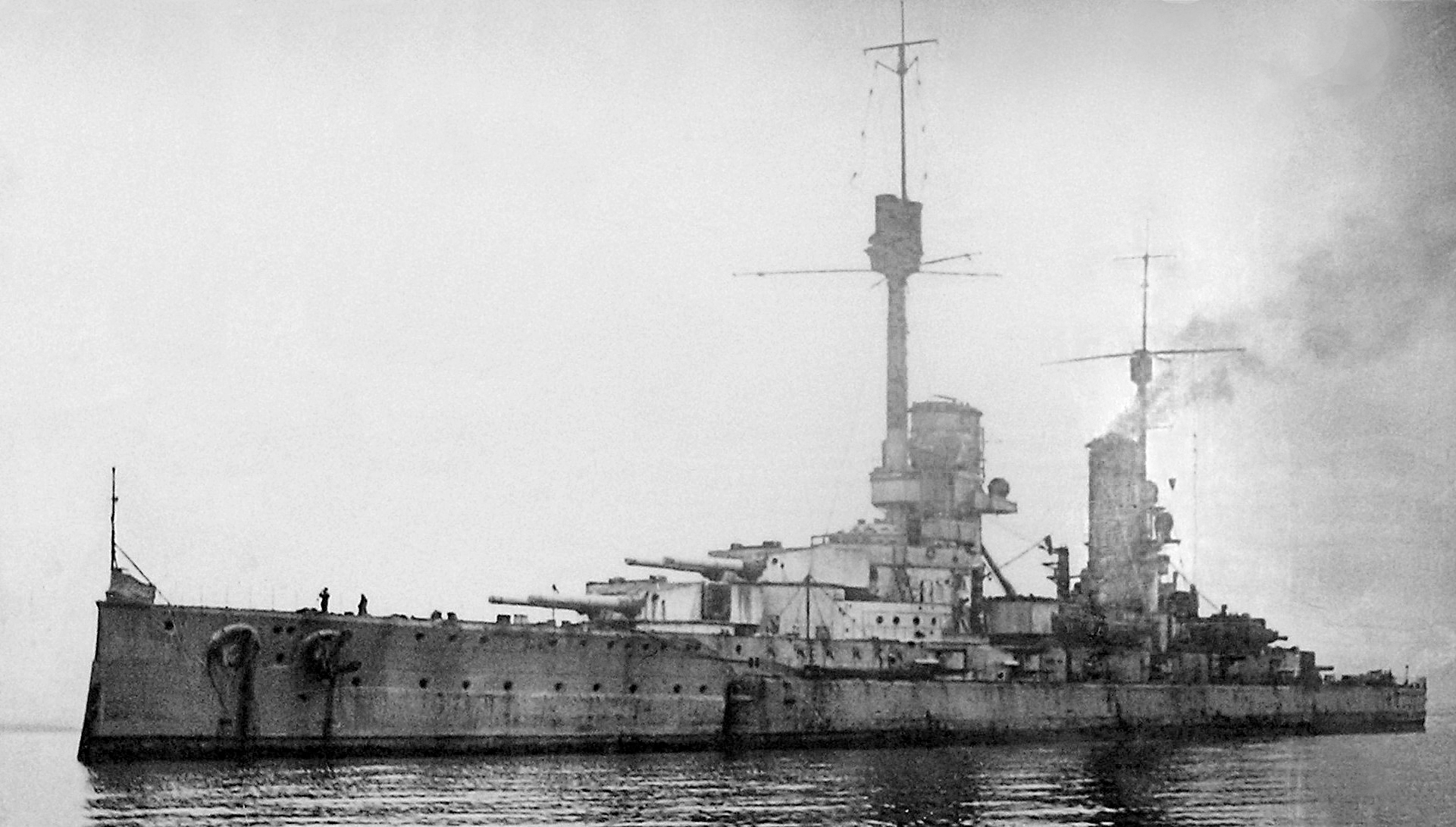
O SMS Kronprinz em 1919

O SMS König, SMS Grosser Kurfürst, SMS Markgraf e SMS Kronprinz foram as quatro embarcações da Classe König, os couraçados mais poderosos da Frota de Alto-Mar no começo da guerra em 1914. Eles eram uma melhora em relação à Classe Kaiser: uma das torres de artilharia à meia-nau foi movida para a proa em arranjo superfogo, enquanto a outra foi colocada em uma posição central à meia-nau. Isto permitia um ângulo maior para salvas laterias, já que todos os dez canhões poderiam atirar em uma área maior.
A classe operou como unidade durante a guerra, formando a V Divisão da III Esquadra de Batalha da Frota de Alto-Mar. Os navios participaram de vários operações no decorrer do confronto, incluindo a Batalha da Jutlândia em 1916, onde atuaram como a vanguarda da linha de batalha alemã e enfrentaram pesadamente a frota britânica. As embarcações também se envolveram na Operação Albion em 1917 contra os russos, onde o König afundou o couraçado pré-dreadnought Slava. Os quatro sobreviveram à guerra e foram internados em Scapa Flow em novembro de 1918. Todos foram deliberadamente afundados em 21 de junho de 1919.
| Navio                | Armas principais | Deslocamento | Propulsão                            | Serviço          | Serviço           | Serviço          | Serviço            |
| Navio                | Armas principais | Deslocamento | Propulsão                            | Batimento        | Lançamento        | Comissionamento  | Destino            |
| -------------------- | ---------------- | ------------ | ------------------------------------ | ---------------- | ----------------- | ---------------- | ------------------ |
| SMS König            | 10 × 305 mm      | 28 600 t     | 3 turbinas a vapor, 21 nós (39 km/h) | outubro de 1911  | março de 1913     | agosto de 1914   | Afundado em 1919   |
| SMS Grosser Kurfürst | 10 × 305 mm      | 28 600 t     | 3 turbinas a vapor, 21 nós (39 km/h) | outubro de 1911  | maio de 1913      | julho de 1914    | Desmontado em 1938 |
| SMS Markgraf         | 10 × 305 mm      | 28 600 t     | 3 turbinas a vapor, 21 nós (39 km/h) | novembro de 1911 | junho de 1913     | outubro de 1914  | Afundados em 1919  |
| SMS Kronprinz        | 10 × 305 mm      | 28 600 t     | 3 turbinas a vapor, 21 nós (39 km/h) | novembro de 1911 | fevereiro de 1914 | novembro de 1914 | Afundados em 1919  |

### ClasseBayern

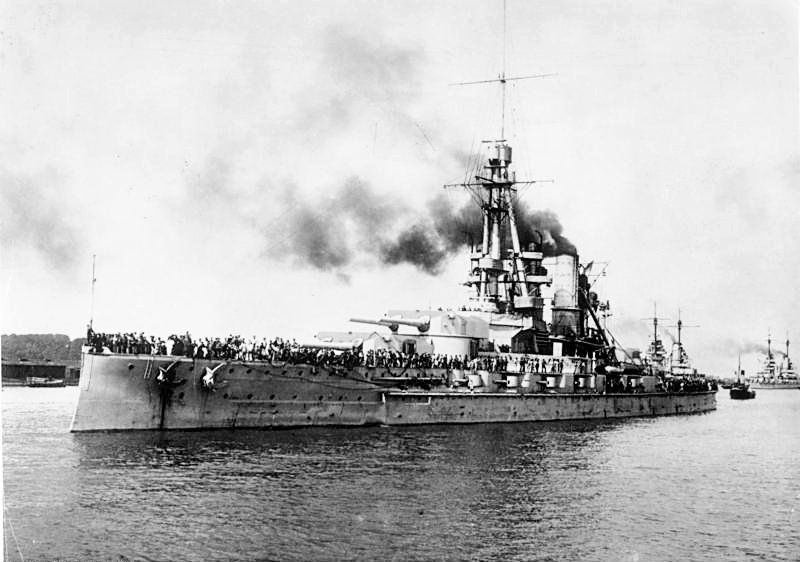
O SMS Bayern em 1915

Os quatro navios da Classe Bayern foram os primeiros super-dreadnoughts da marinha alemã. A classe era formada pelo SMS Bayern, SMS Baden, SMS Sachsen e SMS Württemberg. A construção destes começou pouco antes do começo da Primeira Guerra Mundial em 1914. Apenas o Bayern e o Baden foram completados e comissionados, já que as prioridades de construção naval alemã mudaram à medida que o confronto se arrastava. Foi determinado com submarinos eram muito mais valiosos para o esforço de guerra, assim os trabalhos de construção nos dois últimos couraçados foram retardados e por fim completamente abandonados em meados de 1917. Como resultado, o Bayern e o Baden foram os últimos couraçados completados pela Marinha Imperial.
O Bayern e o Baden foram comissionados em julho de 1916 e março de 1917, respectivamente, muito tarde para que participassem da Batalha da Jutlândia. O Bayern foi designado para a força naval que afastou a Marinha Imperial Russa do Golfo de Riga durante a Operação Albion em outubro de 1917, porém a embarcação foi seriamente danificada por uma mina e precisou voltar para Kiel com o objetivo de realizar reparos. O Baden substituiu o Friedrich der Grosse como capitânia da Frota de Alto-Mar, porém não participou de combate algum. Ambos os navios foram internados em Scapa Flow em novembro de 1918 depois do Armistício. O Bayern foi deliberadamente afundado em 21 de junho de 1919, porém guardas britânicos conseguiram encalhar o Baden e assim impedir seu naufrágio. Este foi posteriormente usado como alvo de tiro em 1921. O Sachsen e o Württemberg, os dois em diferentes estágios de construção, foram desmontados no começo da década de 1920.
| Navio           | Armas principais | Deslocamento | Propulsão                                              | Serviço          | Serviço           | Serviço         | Serviço               |
| Navio           | Armas principais | Deslocamento | Propulsão                                              | Batimento        | Lançamento        | Comissionamento | Destino               |
| --------------- | ---------------- | ------------ | ------------------------------------------------------ | ---------------- | ----------------- | --------------- | --------------------- |
| SMS Bayern      | 8 × 380 mm       | 32 200 t     | 3 turbinas a vapor, 21 nós (39 km/h)                   | dezembro de 1913 | fevereiro de 1915 | julho de 1916   | Desmontado em 1935    |
| SMS Baden       | 8 × 380 mm       | 32 200 t     | 3 turbinas a vapor, 21 nós (39 km/h)                   | dezembro de 1913 | outubro de 1915   | março de 1917   | Afundado em 1921      |
| SMS Sachsen     | 8 × 380 mm       | 32 500 t     | 2 turbinas a vapor, 1 motor a diesel; 22 nós (41 km/h) | abril de 1914    | novembro de 1916  | —               | Desmontado em 1921–23 |
| SMS Württemberg | 8 × 380 mm       | 32 500 t     | 3 turbinas a vapor, 21 nós (39 km/h)                   | janeiro de 1915  | junho de 1917     | —               | Desmontado em 1921    |

### Classe L 20e α
O projeto L 20e α era um plano para um número desconhecido de couraçados a serem construídos em 1918 para a Marinha Imperial. O projeto foi selecionado em 2 de outubro de 1917 e sua construção deveria começar em 11 de setembro do ano seguinte. Os navios seriam significantemente maiores que aqueles da Classe Bayern, pelo menos cinquenta metros mais compridos que seus predecessores. As embarcações seriam os primeiros navios de guerra da Alemanha a terem canhões maiores que 406 mm. Entretanto, a situação cada vez pior do país na guerra fez com que os navios jamais fossem construídos e eles foram cancelados em 1918.
| Navio   | Armas principais | Deslocamento | Propulsão                            | Serviço   | Serviço    | Serviço         | Serviço           |
| Navio   | Armas principais | Deslocamento | Propulsão                            | Batimento | Lançamento | Comissionamento | Destino           |
| ------- | ---------------- | ------------ | ------------------------------------ | --------- | ---------- | --------------- | ----------------- |
| L 20e α | 8 × 420 mm       | 48 700 t     | 4 turbinas a vapor; 26 nós (48 km/h) | —         | —          | —               | Cancelado em 1918 |

### ClasseScharnhorst

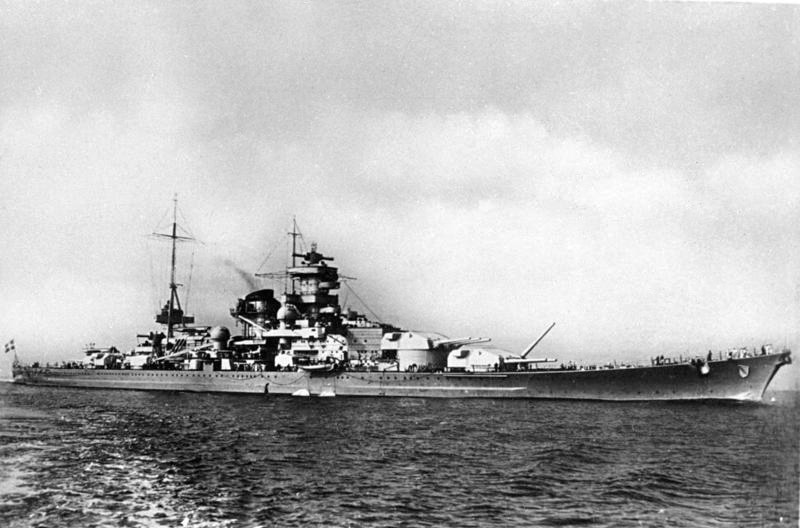
O Scharnhorst em 1939

Os dois couraçados da Classe Scharnhorst foram os primeiros grandes navios de guerra construídos pela Marinha de Guerra antes da Segunda Guerra Mundial. Eles marcaram o começo do rearmamento naval alemão após o Tratado de Versalhes. A classe era formada pelo Scharnhorst e pelo Gneisenau. Ambos eram armados com nove canhões de 283 milímetros montados em torres de artilharia triplas, porém existiram planos de substituir essas armas por seis canhões de 380 milímetros em torres duplas.
O Scharnhorst e o Gneisenau operaram juntos durante boa parte do início da Segunda Guerra, incluindo incursões no Oceano Atlântico a fim de atacar navios mercantes britânicos. Participaram da invasão da Noruega e enfrentaram o cruzador de batalha britânico HMS Renown, também afundando o porta-aviões HMS Glorious. Eles realizaram uma corrida à luz do dia pelo Canal da Mancha em 1942 a fim de deixarem a França Ocupada de volta para casa. O Gneisenau foi seriamente danificado no final de 1942, enquanto o Scharnhorst foi para a Noruega no começo de 1943. Este foi afundado em dezembro pelo couraçado HMS Duke of York e outros navios na Batalha do Cabo Norte. Os trabalhos de reparos no Gneisenau foram abandonados depois do naufrágio do Scharnhorst, com o navio sendo deliberadamente afundado em 1945 com o objetivo de bloquear a entrada para Gotenhafen. Seus destroços foram desmontados na década de 1950.
| Navio       | Armas principais | Deslocamento | Propulsão                            | Serviço       | Serviço          | Serviço         | Serviço            |
| Navio       | Armas principais | Deslocamento | Propulsão                            | Batimento     | Lançamento       | Comissionamento | Destino            |
| ----------- | ---------------- | ------------ | ------------------------------------ | ------------- | ---------------- | --------------- | ------------------ |
| Scharnhorst | 9 × 283 mm       | 38 700 t     | 3 turbinas a vapor; 31 nós (57 km/h) | junho de 1935 | outubro de 1936  | janeiro de 1939 | Afundado em 1943   |
| Gneisenau   | 9 × 283 mm       | 38 700 t     | 3 turbinas a vapor; 31 nós (57 km/h) | maio de 1935  | dezembro de 1936 | maio de 1938    | Desmontado em 1951 |

### ClasseBismarck

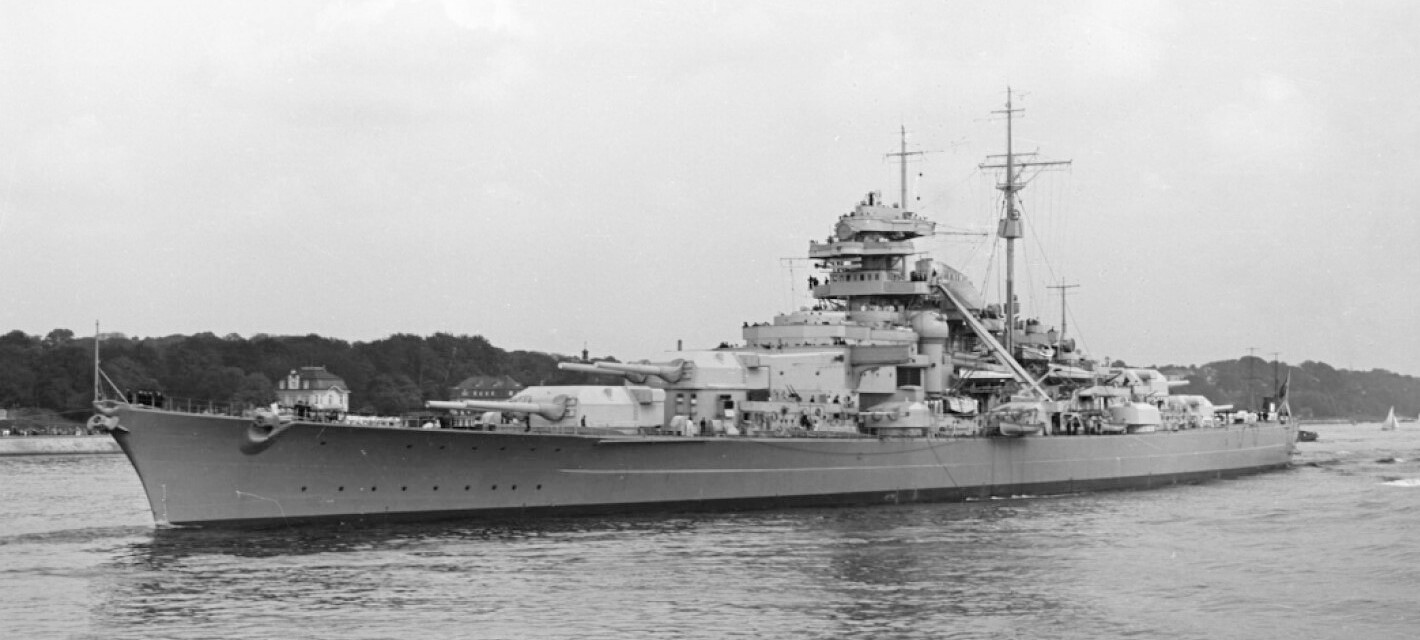
O Bismarck em 1940

Os dois navios da Classe Bismarck consistiam no Bismarck e no Tirpitz, os maiores e últimos couraçados completados pela marinha alemã, além dos mais pesados já construídos em toda a Europa. Ambos foram construídos de acordo com os termos do Acordo Naval Anglo-Germânico de 1935, ostensivamente não deslocando mais do que as 36 mil toneladas especificadas pelo acordo. Todavia, as embarcações na realidade deslocavam aproximadamente quinze mil toneladas a mais quando totalmente carregados. Os dois foram construídos como resposta aos couraçados franceses da Classe Richelieu sendo construídos na época.
As duas embarcações combateram na Segunda Guerra Mundial. O Bismarck foi enviado em maio de 1941 para atacar navios mercantes britânicos no Atlântico, afundando o cruzador de batalha britânico HMS Hood e seriamente danificando e o couraçado HMS Prince of Wales na Batalha do Estreito da Dinamarca. Todos os navios britânicos disponíveis foram mobilizados em uma enorme caçada para encontrar e destruir o Bismarck, que foi afundado dias depois pelos couraçados HMS Rodney e HMS King George V. Já o Tipitz passou a maior parte de seu tempo servindo como arma de intimidação na Noruega. A Marinha Real Britânica tentou naufragá-lo com ataques aéreos e minissubmarinos, porém todos os esforços fracassaram. Foi finalmente afundado por bombardeiros Avro Lancaster da Força Aérea Real em novembro de 1944, com seus destroços desmontados entre 1948 e 1957.
| Navio    | Armas principais | Deslocamento | Propulsão                            | Serviço          | Serviço           | Serviço           | Serviço          |
| Navio    | Armas principais | Deslocamento | Propulsão                            | Batimento        | Lançamento        | Comissionamento   | Destino          |
| -------- | ---------------- | ------------ | ------------------------------------ | ---------------- | ----------------- | ----------------- | ---------------- |
| Bismarck | 8 × 380 mm       | 50 300 t     | 3 turbinas a vapor; 30 nós (56 km/h) | julho de 1936    | fevereiro de 1939 | agosto de 1940    | Afundado em 1941 |
| Tirpitz  | 8 × 380 mm       | 52 600 t     | 3 turbinas a vapor; 30 nós (56 km/h) | novembro de 1936 | abril de 1939     | fevereiro de 1941 | Afundado em 1944 |

### Classe H
A Classe H foi uma série de projetos de couraçados a fim de cumprir os requerimentos do Plano Z, que previa a expansão da Marinha de Guerra. A primeira variação foi o H-39 e pedia pela construção de seis navios, essencialmente uma versão maior da Classe Bismarck com canhões de 406 milímetros. O projeto H-41 melhorava as embarcações H-39 com armas principais ainda maiores, oito de 420 milímetros. Os dois planos subsequentes H-42 e H-43 aumentavam a bateria principal ainda mais, desta vez com canhões de 480 milímetros. O monstruoso projeto H-44 resultou em um armamento de 508 milímetros. Nenhuma dessas embarcações chegou a ser construída por causa do começo da guerra em 1939; apenas dois navios H-39 tiveram sua construção iniciada, porém qualquer trabalho alcançado até então foi rapidamente desmontado.
| Projetos | Armas principais | Deslocamento | Propulsão                            | Serviço   | Serviço    | Serviço         | Serviço            |
| Projetos | Armas principais | Deslocamento | Propulsão                            | Batimento | Lançamento | Comissionamento | Destino            |
| -------- | ---------------- | ------------ | ------------------------------------ | --------- | ---------- | --------------- | ------------------ |
| H-39     | 8 × 406 mm       | 63 600 t     | 3 motores a diesel; 30 nós (56 km/h) | 1939      | —          | —               | Cancelados em 1939 |
| H-41     | 8 × 420 mm       | 76 000 t     | 3 motores a diesel; 30 nós (56 km/h) | —         | —          | —               | —                  |
| H-42     | 8 × 480 mm       | 98 105 t     | —                                    | —         | —          | —               | —                  |
| H-43     | 8 × 480 mm       | 120 010 t    | —                                    | —         | —          | —               | —                  |
| H-44     | 8 × 508 mm       | 141 510 t    | —                                    | —         | —          | —               | —                  |